# Henri Louis Villaume Ducoudray Holstein
Henri Louis Ducoudray Holstein (Heinrich Ludwig Villaume) (Alemania, 23 de septiembre de 1772 - Albany, estado de Nueva York, 23 de mayo de 1839) general francés. 

## Biografía
Henri Louis Villaume nació en Alemania el 23 de septiembre de 1772 (algunas fuentes indican que nació en 1763), probablemente en la ciudad de Holstein, colonia alemana disputada en los años 1800 entre Austria, Prusia y Dinamarca, o en Uckermark, Brandenburg, posiblemente en un asentamiento de hugonotes, siendo su padre Peter Villaume (1746-1825) y su madre Susane Marre (1751-1815).
El General Ducoudray se hizo conocido por haber participado en las guerras de independencia de Nueva Granada y Venezuela, específicamente durante la llegada del pacificador Pablo Morillo a Cartagena de Indias y la Expedición de los Cayos, en donde conoció personalmente a Simón Bolívar, fue su amigo y confidente y jefe de su estado mayor, lo que le permitió escribir un libro sobre su vida: Memorías de Simón Bolívar y de sus principales generales, publicado en 1828, en el cual expone la personalidad de Bolívar, sus ambiciones, errores y defectos y describe a cada uno de los generales patriotas que lo rodeaban.

## Ejército de Napoleón
De acuerdo a su propio recuento en su libro "Memorias de Gilbert M. Lafayette", haciéndose pasar por un noble danés bajo el nombre de Barón Peter Feldmann, ayudó a escapar de la prisión en Olmutz, Austria, al célebre protagonista de su obra, el  Marqués de La Fayette, como el mismo lo relata en dichas memorias.
En 1793 se unió a los ejércitos revolucionarios de Napoleón. En 1811, formó parte del estado mayor del militar francés Etienne Jacques Joseph MacDonald, Duque de Taranto, en Barcelona. Luego, en 1813 fue hecho prisionero por los españoles en Cádiz y dos meses después, con la ayuda de un oficial español y soporte financiero de residentes mexicanos, partió hacia Philadelfia el mismo año, en donde se le negó la entrada al ejército de los Estados Unidos.

## Llegada a Nueva Granada
En 1814 se enroló en la flota de Luis Aury quien portaba una patente de corso venezolana. Al llegar a Cartagena de Indias, Nueva Granada, fue muy bien recibido y se le nombró comandante del fuerte de Bocachica, el cual comandó hasta que la ciudad tuvo que ser evacuada por la llegada de Pablo Morillo a esa ciudad. Al rendirse la plaza el 6 de diciembre de 1815 Aury y Docoudray organizaron la evacuación con los demás patriotas a Haití incluyendo a Montilla, Bermúdez, Palacios, León Torres, Mariño. Bolívar en Puerto Príncipe con el apoyo del presidente Alejandro Petion, organizaba la Expedición libertadora que viajaría a Venezuela, conocida como la Expedición de los Cayos.

### Solicitud de baja al General Bolívar
En 1816, pidió su baja del ejército al general Simón Bolívar, la cual fue aprobada el 23 de junio de dicho año, después de tres intentos y se retiró a Los Cayos, Haití y luego a Curazao, con su esposa, la neogranadina María del Carmen Gravette (n. 1800, Santa Fe de Bogotá - m. Albany, estado de Nueva York, 1 de mayo de 1855) en donde trabajó como profesor de piano y tuvo dos hijos. Ante dos peticiones de retiro de Ducoudray a Bolívar, finalmente este último le dio la autorización:

Al señor Coronel Ducoudray Holstein.

Esta es la tercera vez que U. me dirige solicitudes pretendiendo su separación del exército. La persuasión en que estaba de que los servicios de U. fuesen importantes para la República me ha obligado a negársela por dos ocasiones; pero las razones que U. me expone en su última representación, me han movido a concedérsela a pesar de mis deseos. 
Queda U., pues, segregado del Exército; y el Coronel Soublette, que debe sucederle en el empleo de Subjefe del Estado Mayor general y en el de Mayor General Interino, se encargará de los archivos de estos dos despachos. 
Sírvase U. entregárselos. Dios guarde a U. muchos años.
Cuartel General de Carúpano, 23 de junio de 1816-6°.

SIMÓN BOLÍVAR

En 1820 se mudó a Curazao, pues sentía que allí tendría mejores ingresos económicos para su familia.

## Conspiración contra Puerto Rico y juicio en Curazao
A finales de 1821, unos individuos lo convencieron de participar en una revolución en contra de las autoridades españolas de Puerto Rico, aparentemente con el apoyo del gobierno de los Estados Unidos. Ducoudray, después de varias negativas, finalmente aceptó bajo sus propias condiciones, dejó a su familia en Saint Thomas y viajó a los Estados Unidos para recoger los barcos y el armamento, y de regreso hacia La Guaira, debido a una tormenta, el 16 de septiembre de 1822 tuvo que estacionar de emergencia en la isla de Curazao, territorio neutral en la época, en donde fue arrestado ilegalmente el día 23 por orden del gobernador Cantzlaar. Después de un juicio muy injusto, como el mismo lo relata en el capítulo XXI de su obra "Memorías de Simón Bolívar y sus principales generales", fue sentenciado a muerte y estuvo a punto de ser ejecutado por las autoridades de Curazao al mando de Cantzlaar, cuando finalmente fue exonerado por el mismo rey de Holanda.

## Últimos años en los Estados Unidos
Alrededor de 1823, llegó con su esposa a Nueva York y de ahí se residenció en Albany, en donde se convirtió en Profesor de Lenguas Modernas en la escuela para señoritas Geneva College (hoy en día el Hobart & William Smith College). Allí escribió varios textos de francés para esta universidad, escribió artículos para periódicos, fue editor del periódico "The Zodiac", y escribió las Memorias de Simón Bolívar y sus principales generales en 1828 y las "Memorias de Lafayette" en 1834. En 1824 recibió la visita en Nueva York de su amigo el general Lafayette.
En Albany nació su último hijo, el abogado Layafette Ducoudray Holstein, (n. 1 de agosto de 1826, m. Albany, 7 de abril de 1864)

## Publicaciones
- Memoirs of Gilbert M. Lafayette, Geneva College, Albany, NY, 1835
- Memoirs of Simon Bolivar and of his principal generals, Boston, 1828, Londres, 1830, Berlín, 1830, París, 1831
- The New French Reader, Geneva College, Albany, NY, 1836
- A new practical grammar of the French Tongue, Geneva College, Albany, NY, 1836